# Jim Matheson

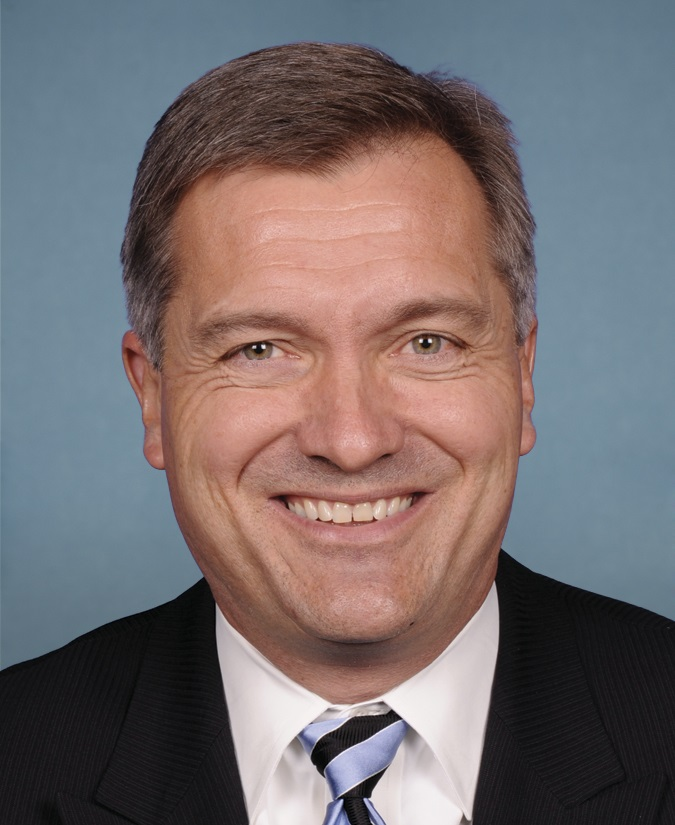
Jim Matheson

James David „Jim“ Matheson (* 21. März 1960 in Salt Lake City, Utah) ist ein US-amerikanischer Politiker der Demokratischen Partei. Zwischen 2001 und 2013 vertrat er den zweiten Wahlbezirk des Bundesstaates Utah im US-Repräsentantenhaus. Von 3. Januar 2013 bis zum 3. Januar 2015 repräsentierte er den vierten Distrikt seines Staates. Er war zuletzt der einzige Demokrat aus Utah im Kongress.

## Leben
Jim Matheson ist ein Sohn von Scott M. Matheson, der von 1977 bis 1985 Gouverneur von Utah war. Er studierte bis 1982 an der Harvard University und danach bis 1987 an der University of California in Los Angeles. Danach arbeitete er bei verschiedenen Firmen auf dem Energiesektor. Später gründete er eine eigene Beraterfirma, die sich mit Energiefragen befasste. Außerdem beschäftigte sich Matheson mit der Umweltpolitik.
Er ist Mitglied der Kirche Jesu Christi der Heiligen der Letzten Tage und mit Amy Matheson verheiratet.

## Politische Laufbahn
Die Demokratische Partei nominierte ihn im Jahr 2000 als ihren Kandidaten im zweiten Wahlbezirk von Utah für das US-Repräsentantenhaus. Der damalige Amtsinhaber, der Republikaner Merrill Cook, war wegen seiner Launenhaftigkeit sehr unbeliebt, womit Mathesons Wahlchancen stiegen. Die Republikaner ersetzten dann Cook durch Derek Smith. Trotzdem konnte Matheson die Wahlen mit 56 % der Stimmen gewinnen. Das ist umso bemerkenswerter, weil gleichzeitig der Republikaner George W. Bush bei den Präsidentschaftswahlen in diesem Wahlgebiet auf 57 % der Stimmen kam. Trotz einer Neugliederung des Wahlkreises, der eigentlich die Republikaner begünstigte, gelang es Jim Matheson in den folgenden Jahren jeweils wiedergewählt zu werden. Seine letzte Wiederwahl gelang ihm 2012 gegen die Bürgermeisterin von Saratoga Springs, Mia Love. Im Jahr 2014 verzichtete er auf eine erneute Kandidatur; zu seiner Nachfolgerin wurde Love gewählt.

## Positionen
Im Kongress war Matheson gegen eine Anhebung der Grenze bei der Neuverschuldung des Bundeshaushalts. Er stimmte gegen Haushaltsentwürfe, die nicht dazu beitrugen, das Haushaltsdefizit abzubauen. Im März 2007 war er einer von 14 demokratischen Kongressabgeordneten, die gegen eine Gesetzesvorlage stimmten, nach der die amerikanischen Truppen bis zum 1. September 2008 aus dem Irak heimgeholt werden sollten. Matheson war Mitglied im Energie- und Handelsausschuss, im Ausschuss für Wissenschaft und Technologie sowie in einigen Unterausschüssen.